# Buckhead Shore
Buckhead Shore es un programa de telerrealidad que será emitido por MTV a partir del 23 de junio de 2022 en Estados Unidos. Es un sucesor de Jersey Shore y Floribama Shore. El programa se encuentra ubicado en  Buckhead, Atlanta. Como sus sucesores, el programa documenta a un grupo de nueve adultos jóvenes quiénes pasan el verano juntos . El programa se estrenó en MTV Latinoamérica el 17 de agosto de 2022, en MTV España el 8 de septiembre de 2022, mientras que en MTV Italia el 12 de septiembre de 2022.

## Reparto
| Nombre                   | Edad |
| ------------------------ | ---- |
| Adamo Giraldo            | 22   |
| Bethania Locke           | –    |
| Chelsea Prescott         | 22   |
| DJ Simmons               | –    |
| Katie Canham             | 27   |
| Michael "Juju" Barney    | 33   |
| Parker Lipman            | 28   |
| Patrick Muresan          | 27   |
| Savannah Nicole Gabriele | –    |

1. ↑  Edad al momento de aparecer por primera vez en el programa.

### Duración del reparto
| Nombre   | Temporada 1 | Temporada 1 | Temporada 1 | Temporada 1 | Temporada 1 | Temporada 1 | Temporada 1 | Temporada 1 | Temporada 1 | Temporada 1 |
| Nombre   | 1           | 2           | 3           | 4           | 5           | 6           | 7           | 8           | 9           | 10          |
| Adamo    |             |             |             |             |             |             |             |             |             |             |
| Bethania |             |             |             |             |             |             |             |             |             |             |
| Chelsea  |             |             |             |             |             |             |             |             |             |             |
| DJ       |             |             |             |             |             |             |             |             |             |             |
| Juju     |             |             |             |             |             |             |             |             |             |             |
| Katie    |             |             |             |             |             |             |             |             |             |             |
| Parker   |             |             |             |             |             |             |             |             |             |             |
| Pat      |             |             |             |             |             |             |             |             |             |             |
| Savannah |             |             |             |             |             |             |             |             |             |             |
| -------- | ----------- | ----------- | ----------- | ----------- | ----------- | ----------- | ----------- | ----------- | ----------- | ----------- |

## Episodios
| N.º en serie | N.º en temp. | Título                                       | Fecha de emisión original | Audiencia |
| --- | ------------ | -------------------------------------------- | ------------------------- | --------- |
| 1 | 1            | «Lakehouse, aquí vamos!»                     | 23 de junio de 2022       | 120.000   |
| 2 | 2            | «Te atraparon»                               | 23 de junio de 2022       | 120.000   |
| Savannah confronta a Parker con la evidencia de su engaño. Las tensiones estallan cuando Adamo llama a los amigos de Parker y amenaza con poner fin a las vacaciones por completo.                                                  |              |                                              |                           |           |
| 3 | 3            | «Estaba esperando que me tiraran vino»       | 30 de junio de 2022       | 160.000   |
| 4 | 4            | «¿Besaste a Chelsea?»                        | 7 de julio de 2022        | 180.000   |
| DJ se cuela con Chelsea a espaldas de Bethania. Juju se entera de algunas noticias impactantes sobre Magic City y Parker intenta huir de su drama de triángulo amoroso.                                                             |              |                                              |                           |           |
| 5 | 5            | «Cuando bajas, te vas al infierno»           | 14 de julio de 2022       | 150.000   |
| Bethania confronta a DJ por el beso con Chelsea, mientras que Adamo se arma de valor para compartir una gran noticia. Chelsea planea su venganza cuando Parker encuentra una solución inusual a sus problemas con Katie y Savannah. |              |                                              |                           |           |
| 6 | 6            | «El peor juego de la historia»               | 21 de julio de 2022       | 130.000   |
| 7 | 7            | «Te extraño incluso cuando estoy contigo»    | 28 de julio de 2022       | 150.000   |
| Parker y DJ intentan sorprender a las chicas con notas de amor. |              |                                              |                           |           |
| 8 | 8            | «Ahora Serás Feliz»                          | 4 de agosto de 2022       | 140.000   |
| El viaje al lago llega a su fin, pero el drama continúa en Buckhead. |              |                                              |                           |           |
| 9 | 9            | «Pensé que eramos hermanos»                  | 11 de agosto de 2022      | 120.000   |
| 10 | 10           | «Hay temas en el amor, hay temas en la vida» | 18 de agosto de 2022      | 100.000   |
| 11 | 11           | «Reunión (Parte 1)»                          | 25 de agosto de 2022      | 130.000   |
| 12 | 12           | «Reunión (Parte 2)»                          | 1 de septiembre de 2022   | 130.000   |